# 段承霖
段承霖（？—？），雲南省雲南府呈貢縣人，清朝政治人物、同進士出身。
光緒九年（1883年），参加癸未科殿試，登進士三甲102名。同年五月，著交吏部掣签分发各省，以知县即用。光绪十三年（1887年）至光绪十五年（1889年），擔任利川知县。